# Phyllospongia mantelli
Phyllospongia mantelli är en svampdjursart som beskrevs av James Scott Bowerbank 1874. Phyllospongia mantelli ingår i släktet Phyllospongia och familjen Thorectidae. Inga underarter finns listade i Catalogue of Life.